# Председништво СФРЈ
Председништво СФРЈ (мкд. Претседателство на СФРЈ; словен. Predsedstvo SFRJ) било је назив за колективног шефа државе у Социјалистичкој Федеративној Републици Југославији (СФРЈ) од 1971. до 1992. године. Установљено је 30. јуна 1971, доношењем амандмана на Устав СФРЈ из 1963, а његова улога додатно је дефинисана доношењем новог Устава СФРЈ фебруара 1974. године.
Установљење колективног шефа државе, није била новина у Југославији, пошто се на челу ФНРЈ од 1. децембра 1945. до 14. јануара 1953. налазио Президијум Народне скупштине. Изменом Устава ФНРЈ 1953. уведена је функција председника Републике на коју је изабран Јосип Броз Тито. Увођењем Председништва, није укинута функција председника СФРЈ, па је Тито као доживотни председник обављао функцију председника Председништва СФРЈ до своје смрти 4. маја 1980. године. Након њега, председник Председништва биран је на годину дана — сваке године из друге федералне јединице. Функцију председника од 1980. до 1991. обављали су — Лазар Колишевски, Цвијетин Мијатовић, Сергеј Крајгер, Петар Стамболић, Мика Шпиљак, Веселин Ђурановић, Радован Влајковић, Синан Хасани, Лазар Мојсов, Раиф Диздаревић, Јанез Дрновшек, Борисав Јовић и Стјепан Месић.
У току распада СФРЈ, дошло је до кризе у раду Председништва, па је од октобра 1991. функционисало у „крњем саставу”. Последњи потпредседник „крњег Председништва” Бранко Костић обављао је дужност шефа државе и након формирања Савезне Републике Југославије (СРЈ), све до избора Добрице Ћосића за председника СРЈ 15. јуна 1992. године. У периоду од 27. априла до 15. јуна 1992. Председништво СФРЈ радило је под именом Председништво Југославије.
Председништво је сачињавао различити број чланова — од 1971. до 1974. била су 23 члана — по 3 из сваке републике, 2 из покрајине и председник Републике; од 1974. до 1989. било је 9 чланова — по 1 из сваке републике и покрајине и председник Председништва ЦК СКЈ, а након 1989. било је 8 чланова — по 1 из сваке републике и покрајине. „Крње Председништво”, од октобра 1991. до јуна 1992, сачињавала су само 4 члана (представници Србије, Црне Горе, Војводине и Косова и Метохије). Мандат члана Председништва био је пет година и нико није могао бити биран више од два пута.

## Уставна улога
Улога Председништва СФРЈ дефинисана је другом главом четвртог дела Устава СФРЈ (чланови 313—332) донетим 11. фебруара 1974. године. Према овом Уставу, нека од овлашћења Председништва била су:
- да представља СФРЈ у земљи и иностранству (члан 313)
- да командује Југословенском народном армијом и одлучује о коришћењу војске у рату и миру (члан 313)
- да ради остваривања равноправности народа и народности и усклађивању заједничких интереса република, односно аутономних покрајина (члан 313)
- да предлаже Скупштини СФРЈ утврђивање унутрашње и спољне политике и доношење закона и других општих аката (члан 314)
- предлаже кандидата за председника Савезног извршног већа (члан 315)
- предлаже кандидате за судије Савезног уставног суда (члан 315)
- да именује и опозива амбасадоре, генерале и адмирале ЈНА (члан 315)
- да именује Савет народне одбране и по потреби и друге органе федерације (члан 315)
- да предлаже избор и разрешење чланова Савета федерације (члан 315)
- даје помиловање (члан 315)
- додељује државна одликовања (члан 315)

### Председништва република и покрајина
По узору на Председништво СФРЈ, а према члану 147. Устава СФРЈ, у републикама и аутономним покрајинама формирана су Председништва, која су имала различит број чланова. Као у Председништву СФРЈ део чланова бирале су републичке и покрајинске скупштине, а део чланова били су чланови по положају. Изузев Председништва СР Србије, које је имало 15 чланова, остала председништва социјалистичких република имала су по 9 чланова. Председништва СР Босне и Херцеговине, СР Македоније и СР Хрватске имала су 8 чланова, које је бирала скупштина и председника републичког Централног комитета, као члана по положају. Председништва СР Црне Горе и СР Словеније имала су по 7 чланова, које је бирала скупштина и 2 члана по положају. У Црној Гори чланови по положају били су председник Скупштине СР Црне Горе и председник ЦК СК Црне Горе, а у Словенији председник ЦК СК Словеније и председник Републичке конференције ССРН Словеније. Као једина социјалистика република са две социјалистичке аутономне покрајине, СР Србија имала је највеће Председништво од 11 чланова, које је бирала скупштина и 4 по положају — председник Скупштине СР Србије (до 1982), председник ЦК СК Србије и председници председништва аутономних покрајина. Председништво САП Војводине сачињавало је 13 чланова, од којих је 11 бирала покрајинска скупштина, а Председништво САП Косова имало је 11 чланова, од којих је 9 бирала покрајинска скупштина. У обе социјалистичке аутономне покрајине чланови по положају били су — председник покрајинске скупштине и председник покрајинског комитета Савеза комуниста.
Усвајањем амандмана ХLI на Устав СФРЈ 25. новембра 1988, а у циљу деполитизације друштва и постепеног укидања политичког монопола Савеза комуниста, из састава Председништва СФРЈ искључен је члан по положају председника Председништва ЦК СКЈ. Ова одлука ступила је на снагу избором новог сазива Председништва, 15. маја 1989. године.
| Број чланова Председништва СФРЈ и председништва република и покрајина | Број чланова Председништва СФРЈ и председништва република и покрајина | Број чланова Председништва СФРЈ и председништва република и покрајина | Број чланова Председништва СФРЈ и председништва република и покрајина | Број чланова Председништва СФРЈ и председништва република и покрајина | Број чланова Председништва СФРЈ и председништва република и покрајина | Број чланова Председништва СФРЈ и председништва република и покрајина | Број чланова Председништва СФРЈ и председништва република и покрајина | Број чланова Председништва СФРЈ и председништва република и покрајина | Број чланова Председништва СФРЈ и председништва република и покрајина |
| Чланова                                                               | Председништво СФРЈ                                                    | Председништво СР БиХ                                                  | Председништво СР Македоније                                           | Председништво СР Словеније                                            | Председништво СР Србије                                               | Председништво СР Црне Горе                                            | Председништво СР Хрватске                                             | Председништво САП Војводине                                           | Председништво САП Косова                                              |
| --------------------------------------------------------------------- | --------------------------------------------------------------------- | --------------------------------------------------------------------- | --------------------------------------------------------------------- | --------------------------------------------------------------------- | --------------------------------------------------------------------- | --------------------------------------------------------------------- | --------------------------------------------------------------------- | --------------------------------------------------------------------- | --------------------------------------------------------------------- |
| Изабрани чланови                                                      | 8                                                                     | 8                                                                     | 8                                                                     | 7                                                                     | 11                                                                    | 7                                                                     | 8                                                                     | 11                                                                    | 9                                                                     |
| Чланови по положају                                                   | 1                                                                     | 1                                                                     | 1                                                                     | 2                                                                     | 4                                                                     | 2                                                                     | 1                                                                     | 2                                                                     | 2                                                                     |
| Укупно                                                                | 9                                                                     | 9                                                                     | 9                                                                     | 9                                                                     | 15                                                                    | 9                                                                     | 9                                                                     | 13                                                                    | 9                                                                     |

## Историјат
Одлукама Осмог конгреса СКЈ, одржаног децембра 1964, отпочеле су друштвене и привредне реформе, које су недуго потом израсле у друштвено-политичке реформе, што је довело до кулминације сукоба у руководству Савеза комуниста. Раније позициониране струје — реформска и догматска, залагале су се за различите концепције друштвено-политичког развоја Југославије. Смењивањем Александра Ранковића, који се залагао за умерене реформе и противио децентрализацији државе, јула 1966. отпочела је партијска реформа са циљем демократизације односа унутар Савеза комуниста, у условима развијенијег самоуправљања. На Петом пленуму ЦК СКЈ, октобра 1966, Централни комитет је донео одлуку о реорганизацији руководећих органа Савеза комуниста, па су уместо функције генералног секретара уведене функције председника СКЈ и формирано Председништво Савеза комуниста Југославије. Започета реформа Савеза комуниста, настављена је на Деветом конгресу, одржаном марта 1969, када су уведене значајне промене у погледу структуре и организације највиших форума Савеза комуниста. Уместо Централног комитета, као највишег тела између два конгреса, формирани су — Председништво СКЈ, Извршни биро Председништва и Конференција СКЈ. Према тада донетом Статуту, Председништво СКЈ формирало се од делегата из сваке републичке (по шест делегата), покрајинске (по три делегата) и организације СК у ЈНА (три делегата), као и делегата по функцији председника Централних и Покрајинских комитета.
Реформа Савеза комуниста условила је реформу југословенске федерације, која се одвијала на истом принципу — слабљење савезног централизма и снажење република и покрајина. Реформа федерације одивјала се низом измена Устава СФРЈ из 1963. године. Најпре је 18. априла 1967. усвојено шест амандмана, а потом 26. децембра 1968. још 13 амандмана. Једна од главних промена, усвојених овим амандманима, била је поновно увођење Већа народа као општенадлежног већа у Савезној народној скупштини, као и ограничавање учешћа федерације у финансирању инвестиција. Главна уставна промена, доношењем још 12 амандамана, извршена је 30. јуна 1971. чиме је створена основа за доношење новог Устава СФРЈ. Према увојеним изменама органе федерације сачињавали су – Веће народа, Председништво СФРЈ и Савезно извршно веће. Председништво је формирано амандманом XXXVI са циљем — остваривања заједничких интереса свих народа и народности Југославије на основу усаглашавања ставова надлежних органа република и аутономних покрајина. Било је нов орган федерације, формиран по узору на Председништво СКЈ, као колективни шеф државе и носилац политичке иницијативе. Уставним амандмнима и даље је задржана фукнција председника Републике, коју је од 14. јануара 1953. обављао Јосип Броз Тито.

### 1971—1974.
Председништво је конституисано 29. јула 1971. на заједничкој седници свих већа Савезне скупштине и имало је 23 члана — по 3 из сваке републике (2 члана је бирала републичка скупштина, а трећи члан је био председник републичке скупштине), 2 из сваке покрајине (једног члана је бирала покрајинска скупштина, а други члан је био председник скупштине) и председник Републике, који је истовремено обављао функцију председника Председништва СФРЈ. Чланове Председништва бирале су републичке и покрајинске скупштине, а њихов избор потврђивала је Савезна скупштина.
У току првог мандата, од јула 1971. до маја 1974, извршено је неколико измена чланова Председништва СФРЈ. Најпре је Сабор СР Хрватске 14. јануара 1972. разрешио Мику Трипала дужности члана Председништва и на његово место изабрао Милана Мишковића, пошто је Трипало на 21. седници Председништва СКЈ смењен са свих функција. Убрзо потом, 27. јануара 1972. изврешна је замена представника СР Македоније, пошто је дотадашњи члан Киро Глигоров био изабран за члана Извршног бироа Председништва СКЈ, а на његово место је изабран Лазар Колишевски. Након што је представник СР Србије Коча Поповић поднео оставку на чланство у Председништву, на његово место је 27. децембра 1972. изабран Добривоје Видић. Током 1973. дошло је до измене оба представника САП Војводине. Оставком делегата по функцији Илије Рајачића на место председника Скупштине САП Војводине, на његово место је 5. јуна 1973. изабран Сретен Ковачевић. Изабраног члана Председништва Маћаша Келемена, разрешила је 12. јула 1973. Скупштина САП Војводине и на његово место изабрала Иду Сабо.

### 1980—1989.
Маја 1980, након смрти председника Републике Јосипа Броза Тита, Председништво је званично преузело своју пуну уставну улогу (руковођење земљом), а први председник Председништва био је Лазар Колишевски, дотадашњи потпредседник.
У овом периоду Председништво се састојало од девет чланова, осморица су били представници федералних јединица (шест република и две покрајине), а девети је био председник Председништва ЦК СКЈ (до 1989). Председник Председништва, који је имао само процедурална овлашћења (нпр. сазивање и вођење седница) бирао се сваке године (увек из друге федералне јединице). Мандат члана Председништва био је пет година.

### 1989—1992.
Избор четвртог и последњег састава Председништва СФРЈ 15. маја 1989. догодио се у јеку „југословенске кризе”, када су све више били нарушени међурепублички односи, а посебно односи СР Словеније и СР Србије. Како се избор чланова поклопио са свеопштим покушајем „демократизације” социјалистичког друштва, кампања око избора чланова вршена је другачије од претходних пута, када је била само формалност и ствар политичког договора унутар Савеза комуниста. Најпре је вођена широка кампања предлагања кандидата у оквиру Социјалистичког савеза радног народа, а онда је више кандидата предлагано републичким и покрајинским скупштинама на усвајање. Такође, у циљу демократизације донета је препорука да чланови Председништва не могу бити људи који би у току мандата стекли услове за пензију, чиме је предност дата млађим кандидатима, а не као до тада функционерима на крају каријере. Чланови из Србије, Хрватске, Црне Горе, Војводине и Косова изабрани су на традиционалан начин тајним гласањем у скупштини, док су чланови из Босне и Херцеговине, Македоније и Словеније бирани непосредно на изборима. У оба случаја избор је вршен са више кандидата.
Мандат последњег Председништва СФРЈ обележио је читав низ значајних догађаја, како у Југославији, тако и у свету — пад Берлинског зида (1989), распад Савеза комуниста Југославије (СКЈ) и одржавање вишепартијских избора у свим републикама (1990), распад СФР Југославије и почетак рата у Хрватској, као и распад Совјетског Савеза (1991). Поремећени политички и међунационални односи знатно су утицали на рад Председништва и изазивање кризе у његовом раду. Након вишестраначких избора у Словенији и Хрватској, априла 1990. и победе опозиционих странака, које су се залагале за осамостаљење ових република од СФРЈ, наступила је отворена криза у Председништву СФРЈ.  Представници Словеније и Хрватске отворено су се залагали да Југославија постане конфедерација, док су се представници Македоније и Босне и Херцеговине залагали за федерацију, али само под условом да у њој остану Словенија и Хрватска. Представници Србије и Црне Горе су хтели федерацију или поновну поделу територија оних република које желе отцепљење, на етничким принципима, док се представник Косова залагао да оно постане конституивни елемент федерације.
Једна од првих криза у раду Председништва наступила је након вишестраначких избора у Хрватској, када је нови Сабор Хрватске 24. августа 1990. разрешио дотадашњег члана Председништва из Хрватске Стипу Шувара, а на његово место изабрао Стјепана Месића, представника Хрватске демократске заједнице (ХДЗ). Како се ова странка отворено залагала за разбијање Југославије и осамостаљење Хрватске, Скупштина СФРЈ није потврдила његов избор за члана Председништва, што је учињено тек накнадно 19. октобра 1990, претњом Хрватске да ће њени делегати блокирати даљи рад скупштине. Након седнице Председништва СФРЈ одржане 12. марта 1991. са војним врхом Југословенске народне армије (ЈНА), у својству Врховне команде оружаних снага СФРЈ, на којој су испољене различите концепције будућности СФРЈ и решавања кризног стања у Хрватској и на Косову и Метохији и одбијен предлог војног врха да се у СФРЈ уведе ванредно стање, наступила је нова криза у раду Председништва. Предлог војног врха подржали су представници Србије, Црне Горе, Војводине и Косова и Метохије, а против су били представници Хрватске, Македоније и Босне и Херцеговине, док представник Словеније није присуствовао састанку. Седница Председништва СФРЈ, у својству седнице Врховне команде оружаних снага, настављена је наредна два дана, након чега је 15. марта 1991. председник Председништва СФРЈ Борисав Јовић поднео оставку, а сутрадан су оставке поднели и представници Црне Горе и Војводине — Ненад Бућин и Југослав Костић (у својству в.д. члана Председништва), а неколико дана касније Народна скупштина Србије разрешила је представника Косова и Метохије Ризу Сапунџију.
Оставка председника и чланова Председништва био је покушај „српско-црногорске” коалиције у Председништву да се изазивањем „кризе у његовом раду” отвори простор да ЈНА преузме власт и изврши разоружавање паравојних формација. Како армија није успела да се стави у ову функцију, Скупштина Србије је одбила Јовићеву оставку. Након првобитног одбијања Скупштине СФРЈ (блокадом словеначких и хрватских делегата) да 10. маја 1991. потврди избор нових чланова Председништва из Црне Горе, Војводине и Косова и Метохије, наступила је нова криза, пошто је 15. маја према утврђеном редоследу Стјепан Месић требао да преузме дужност председника Председништва. Иако је од 1980. избор председника Председништва био чиста формалност и вршио се атоматски, Јовић је на седници Председништва тражио да се гласа, па је Месић добио само четири гласа. Како би се нормализовао рад Председништва, и изршио избор председника (представник Хрватске) и потпредседника (представник Црне Горе) Скупштина СФРЈ је 16. маја потврдила избор нових чланова Председништва, али је проблем избора председника остао, услед чега се Месић 20. маја самостално прогласио за председника, што је било противно Уставу. За Србију и Црну Гору, али и војни врх, избор Месића за председника Председништва СФРЈ био је неприхватљив из разлога његовог отвореног залагања за рабијање СФРЈ, па су њихови представници у Председништву изнели предлог да дође до измене Пословника о раду Председништва СФРЈ, на основу кога је утврђен редослед избора председника и потпредседника. Наиме они су у циљу превазилажења кризе предлагали да се Хрватска и Црна Гора одрекну председничког и потпредседничког места, а да их уместо њих преузму Босна и Херцеговина и Македонија, али овај предлог није усвојен. Пет дана након проглашења независности Словеније и Хрватске од СФРЈ и почетка рата у Словенији, успед притисака иностраних фактора, а пре свега Европске заједнице (ЕЗ), Стјепан Месић је изабран за председника, а Бранко Костић за потпредседника Председништва СФРЈ. Седници на којој је извршен избор преисуствовала су тројица министара предсавника ЕЗ.
Потисивањем Брионске декларације 7. јула 1991. проглашен је тромесечни мораторијум на проглашење независности Хрватске и Словенији и заустављен рат у Словенији, чиме је ситуација у Југославији делимично стављена под контролу, а рад Председништва СФРЈ нормализован. Овакво стање није дуго трајало због ратних дејстава у Хрватској, као и притисака Еврпске заједнице која је 27. августа 1991. донела Деклерацију о Југославији којом је „констатована забринутост за погоршавање безбедносне ситуације у Хрватској и осуђена улога српских снага, као и улога ЈНА”. Европска заједница је захтевала од Председништва СФРЈ да прекине са употребом војних формација, које су биле под његовом командом, најваљујући одржавање Мировне конференцији о Југославији на којој би се дефинисао модел решавања кризе. Напади на касарне ЈНА у Хрватској, током септембра, довели су до нове кризе у раду Председништва, након чега су представници Словеније и Хрватске — Јанез Дрновшек и Стипе Месић престали да долазе на седнице, с обзиром да је 7. октобра истицао тромесечни мораторијум на проглашење независности.
Како би се превазишла блокада рада Председништва, на седници одржаној 4. октобра 1991, којој су поред представника Србије и Црне Горе, присуствовали и представници Босне и Херцеговине и Македоније, донета је одлука да у складу да Уставом, Председништво настави рад у условима непосредне ратне опасности, односно са оноликим бројем чланова који може да дође на седницу. Ова одлука дала је легитимитет рада такозваном „Крњем Председништву”, како је називано Председништво СФРЈ након напуштања представника Словеније и Хрватске, а потом и Македоније и Босне и Херцеговине.

## Чланови Председништва
Функцију члана Председништва СФРЈ, од 1971. до 1992. вршило је укупно 60 личности, од чега само једна жена — Ида Сабо. Чланове Председништва бирале су републичке, односно покрајинске скупштине, а њихов избор потврђивала је савезна скупштина. Мандат члана Председништва био је пет година и он се могао понављати још само једном. У случају немогућности вршења функције члана Председништва (болести, смрти или оставке), његову функцију до избора новог члана вршио је привремено председник Председништва републике, односно председник Председништва покрајине. Мандат новоизабраног члана Председништва важио је до истека мандата оног члана кога је заменио.
Поред делегираних чланова, у Председништву су се налазили и чланови који су то били „по положају“, односно функција коју су обављали аутоматски је значила делегирање у Председништво. У периоду од 1971. до 1980. „аутоматски“ члан Председништва био је председник Републике Јосип Броз Тито, који је уједно обављао и функцију председника Председништва СФРЈ, а у периоду од маја 1980. до маја 1989. аутоматски члан Председништва био је председник Председништва ЦК СКЈ (који се као и председник Председништва СФРЈ мењао сваких годину дана).
У периоду од 1971. до 1974. Председништво СФРЈ је сачињавало 23 члана — по 3 из сваке републике, 2 из покрајине и председник Републике. Од 1974. до 1989. Председништво СФРЈ је сачињавало 9 чланова — по 1 из сваке републике и покрајине и председник Председништва СКЈ. Од 1989. до 1991. Председништво је сачињавало 8 чланова — по 1 из сваке републике и покрајине. У периоду од краја 1991. до априла 1992. године функционисало је тзв „Крње Председништво“ које је сачињавало само 4 члана — из Србије, Црне Горе, Војводине и Косова и Метохије.

### Председништво 1971—1974.
| Чланови Председништва СФРЈ у периоду од 29. јула 1971. до 16. маја 1974. |                            |                                                                  |                      |
| функција                                                                 | име и презиме              | име и презиме                                                    | напомена             |
| председник Републике                                                     | Јосип Броз Тито            | Јосип Броз Тито                                                  | доживотни председник |
| делегати СР Босне и Херцеговине                                          |                            |                                                                  |                      |
| Ратко Дугоњић                                                            | Ратко Дугоњић              | делегати изабрани од Скупштине СР Босне и Херцеговине            |                      |
| Аугустин Папић                                                           |                            | делегати изабрани од Скупштине СР Босне и Херцеговине            |                      |
| Хамдија Поздерац                                                         | Хамдија Поздерац           | делегат по функцији председника Скупштине СР Босне и Херцеговине |                      |
| делегати СР Македоније                                                   |                            |                                                                  |                      |
| Киро Глигоров (до 1972)                                                  | Лазар Колишевски (од 1972) | делегати изабрани од Собрања СР Македоније                       |                      |
| Крсте Црвенковски                                                        |                            | делегати изабрани од Собрања СР Македоније                       |                      |
| Никола Минчев                                                            | Никола Минчев              | делегат по функцији председника Собрања СР Македоније            |                      |
| делегати СР Словеније                                                    |                            |                                                                  |                      |
| Марко Булц                                                               | Марко Булц                 | делегати изабрани од Скупштине СР Словеније                      |                      |
| Митја Рибичич                                                            |                            | делегати изабрани од Скупштине СР Словеније                      |                      |
| Сергеј Крајгер                                                           | Сергеј Крајгер             | делегат по функцији председника Скупштине СР Словеније           |                      |
| делегати СР Србије                                                       |                            |                                                                  |                      |
| Драги Стаменковић                                                        | Драги Стаменковић          | делегати изабрани од Скупштине СР Србије                         |                      |
| Коча Поповић (до 1972)                                                   | Добривоје Видић (од 1972)  | делегати изабрани од Скупштине СР Србије                         |                      |
| Драгослав Марковић                                                       | Драгослав Марковић         | делегат по функцији председника Скупштине СР Србије              |                      |
| делегати СР Хрватске                                                     |                            |                                                                  |                      |
| Ђуро Кладарин                                                            | Ђуро Кладарин              | делегати изабрани од Сабора СР Хрватске                          |                      |
| Мико Трипало (до 1972)                                                   | Милан Мишковић (од 1972)   | делегати изабрани од Сабора СР Хрватске                          |                      |
| Јаков Блажевић                                                           | Јаков Блажевић             | делегат по функцији председника Сабора СР Хрватске               |                      |
| делегати СР Црне Горе                                                    |                            |                                                                  |                      |
| Вељко Мићуновић                                                          | Вељко Мићуновић            | делегати изабрани од Скупштине СР Црне Горе                      |                      |
| Доброслав Ћулафић                                                        |                            | делегати изабрани од Скупштине СР Црне Горе                      |                      |
| Видоје Жарковић                                                          | Видоје Жарковић            | делегат по функцији председника Скупштине СР Црне Горе           |                      |
| делегати САП Војводине                                                   |                            |                                                                  |                      |
| Маћаш Kелемен (до 1973)                                                  | Ида Сабо (од 1973)         | делегат изабран од Скупштине САП Војводине                       |                      |
| Илија Рајачић (до 1973)                                                  | Сретен Ковачевић (од 1973) | делегат по функцији председника Скупштине САП Војводине          |                      |
| делегати САП Косова                                                      |                            |                                                                  |                      |
| Вели Дева                                                                | Вели Дева                  | делегат изабран од Скупштине САП Косова                          |                      |
| Иљаз Куртеши                                                             | Иљаз Куртеши               | делегат по функцији председника Скупштине САП Косово             |                      |

      Изабрани делегат
      Делегат по положају

### Председништво 1974—1979.
| Чланови Председништва СФРЈ у периоду од 16. маја 1974. до 15. маја 1979. (први петогодишњи мандат) |                               | |
| функција                                                                                           | име и презиме                 | напомена |
| председник Републике                                                                               | Јосип Броз Тито               | доживотни председник |
| члан из СР Босне и Херцеговине                                                                     | Цвијетин Мијатовић            | |
| члан из СР Македоније                                                                              | Лазар Колишевски              | |
| члан из СР Словеније                                                                               | Едвард Кардељ (до 1979)       | Кардељ је умро 10. фебруара 1979.                                                                                               |
| члан из СР Словеније                                                                               | Сергеј Крајгер в.д. (од 1979) | Крајгер је по положају председника Председништва СР Словеније постао вршилац дужности члана Председништва СФРЈ до краја мандата |
| члан из СР Србије                                                                                  | Петар Стамболић               | |
| члан из СР Хрватске                                                                                | Владимир Бакарић              | |
| члан из СР Црне Горе                                                                               | Видоје Жарковић               | |
| члан из САП Војводине                                                                              | Стеван Дороњски               | |
| члан из САП Косова                                                                                 | Фадиљ Хоџа                    | |

      Изабрани делегат
      Делегат по положају

### Председништво 1979—1984.
| Чланови Председништва СФРЈ од 15. маја 1979. до 15. маја 1984. (други петогодишњи мандат) |                                | |
| функција                                                                                  | име и презиме                  | напомена |
| председник Републике                                                                      | Јосип Броз Тито (до 1980)      | доживотни председник, умро 4. маја 1980. |
| члан из СР Босне и Херцеговине                                                            | Цвијетин Мијатовић             | |
| члан из СР Македоније                                                                     | Лазар Колишевски               | |
| члан из СР Словеније                                                                      | Сергеј Крајгер                 | |
| члан из СР Србије                                                                         | Петар Стамболић                | |
| члан из СР Хрватске                                                                       | Владимир Бакарић (до 1983)     | Бакарић је умро 16. јануара 1983. |
| члан из СР Хрватске                                                                       | Маријан Цветковић (1983)       | Цветковић је по положају председника Председништва СР Хрватске био вршилац дужности члана Председништва СФРЈ од 16. јануара до 1. марта 1983.                        |
| члан из СР Хрватске                                                                       | Мика Шпиљак (од 1983)          | Шпиљак је 1. марта 1983. изабран за новог члана Председништва СФРЈ                                                                                                   |
| члан из СР Црне Горе                                                                      | Видоје Жарковић                | |
| члан из САП Војводине                                                                     | Стеван Дороњски (до 1981)      | Дороњски је умро 14. августа 1981. |
| члан из САП Војводине                                                                     | Радован Влајковић (од 1981)    | Влајковић је најпре по положају председника Председништва САП Војводине постао в.д. члан Председништва, а потом је 26. новембра 1981. изабран за члана Председништва |
| члан из САП Косова                                                                        | Фадиљ Хоџа                     | |
| члан по положају председника Председништва ЦК СКЈ                                         | Јосип Броз Тито (1979/1980)    | члан по положају председника СКЈ од 15. маја 1979. до 4. маја 1980, када је умро                                                                                     |
| члан по положају председника Председништва ЦК СКЈ                                         | Стеван Дороњски (1980)         | члан по положају председника Председништва ЦК СКЈ од 4. маја до 20. октобра 1980.                                                                                    |
| члан по положају председника Председништва ЦК СКЈ                                         | Лазар Мојсов (1980/1981)       | члан по положају председника Председништва ЦК СКЈ од 20. октобра 1980. до 20. октобра 1981.                                                                          |
| члан по положају председника Председништва ЦК СКЈ                                         | Душан Драгосавац (1981/1982)   | члан по положају председника Председништва ЦК СКЈ од 20. октобра 1981. до 29. јуна 1982.                                                                             |
| члан по положају председника Председништва ЦК СКЈ                                         | Митја Рибичич (1982/1983)      | члан по положају председника Председништва ЦК СКЈ од 30. јуна 1982. до 30. јуна 1983.                                                                                |
| члан по положају председника Председништва ЦК СКЈ                                         | Драгослав Марковић (1983/1984) | члан по положају председника Председништва ЦК СКЈ од 30. јуна 1983. до 15. мај 1984.                                                                                 |

      Изабрани делегат
      Делегат по положају

### Председништво 1984—1989.
| Чланови Председништва СФРЈ од 15. маја 1984. до 15. маја 1989. (трећи петогодишњи мандат) |                              | |
| функција                                                                                  | име и презиме                | напомена |
| члан из СР Босне и Херцеговине                                                            | Бранко Микулић (до 1986)     | Микулић је 15. маја 1986. изабран за председника Савезног извршног већа |
| члан из СР Босне и Херцеговине                                                            | Мунир Месиховић в.д. (1986)  | Месиховић је по положају председника Председништва СР Босне и Херцеговине био вршилац дужности члана Председништва СФРЈ од 15. маја до 24. јула 1986.                                                                          |
| члан из СР Босне и Херцеговине                                                            | Хамдија Поздерац (до 1987)   | Поздерац је 24. јула 1986. изабран за члана Председништва, али је 15. септембра 1987. поднео оставку због афере „Агрокомерц“                                                                                                   |
| члан из СР Босне и Херцеговине                                                            | Мато Андрић в.д. (1987)      | Андрић је по положају председника Председништва СР Босне и Херцеговине био вршилац дужности члана Председништва СФРЈ од 15. септембра 1987. до 29. децембра 1987.                                                              |
| члан из СР Босне и Херцеговине                                                            | Раиф Диздаревић (од 1987)    | Диздаревић је 29. децембра 1987. изабран за члана Председништва |
| члан из СР Македоније                                                                     | Лазар Мојсов                 | |
| члан из СР Словеније                                                                      | Стане Доланц                 | |
| члан из СР Србије                                                                         | Никола Љубичић               | |
| члан из СР Хрватске                                                                       | Јосип Врховец                | |
| члан из СР Црне Горе                                                                      | Веселин Ђурановић            | поднео оставку 11. фебруара 1989. |
| члан из СР Црне Горе                                                                      | Слободан Симовић в.д. (1989) | Симовић је по положају председника Друштвено-политичког већа Скупштине СР Црне Горе био вршилац дужности председника Председништва СР Црне Горе и вршилац дужности члана Председништва СФРЈ од 15. фебруара до 17. марта 1989. |
| члан из СР Црне Горе                                                                      | Бранко Костић в.д. (1989)    | Костић је по положају председника Председништва СР Црне Горе био вршилац дужности члана Председништва СФРЈ од 17. марта 1989. до краја мандата                                                                                 |
| члан из САП Војводине                                                                     | Радован Влајковић            | У периоду од маја до октобра 1988, док се налазио на лечењу, замењивао га је на основу уставних овлашћења председник Председништва САП Војводине Нандор Мајор                                                                  |
| члан из САП Косова                                                                        | Синан Хасани                 | |
| члан по положају председника Председништва ЦК СКЈ                                         | Драгослав Марковић (1984)    | члан по положају председника Председништва ЦК СКЈ од 15. маја до 26. јуна 1984. |
| члан по положају председника Председништва ЦК СКЈ                                         | Али Шукрија (1984/1985)      | члан по положају председника Председништва ЦК СКЈ од 26. јуна 1984. до 25. јуна 1985. |
| члан по положају председника Председништва ЦК СКЈ                                         | Видоје Жарковић (1985/1986)  | члан по положају председника Председништва ЦК СКЈ од 25. јуна 1985. до 26. јуна 1986. |
| члан по положају председника Председништва ЦК СКЈ                                         | Миланко Реновица (1986/1987) | члан по положају председника Председништва ЦК СКЈ од 26. јуна 1986. до 30. јуна 1987. |
| члан по положају председника Председништва ЦК СКЈ                                         | Бошко Крунић (1987/1988)     | члан по положају председника Председништва ЦК СКЈ од 30. јуна 1987. до 30. јуна 1988. |
| члан по положају председника Председништва ЦК СКЈ                                         | Стипе Шувар (1988/1989)      | члан по положају председника Председништва ЦК СКЈ од 30. јуна 1988. до 15. маја 1989. |

      Изабрани делегат
      Делегат по положају

### Председништво 1989—1991.
| Чланови Председништва СФРЈ од 15. маја 1989. до октобра 1991. (четврти петогодишњи мандат) |                                | |
| функција                                                                                   | име и презиме                  | напомена |
| члан из СР Босне и Херцеговине                                                             | Обрад Пиљак в.д. (1989)        | Пиљак је по положају председника Председништва СР Босне и Херцеговине био вршилац дужности члана Председништва СФРЈ до 26. јула 1989. |
| члан из СР Босне и Херцеговине                                                             | Богић Богићевић (од 1989)      | Богићевић је за члана Председништва СФРЈ изабран 26. јула 1989, након победе на непосредним изборима одржаним 25. јуна 1989. |
| члан из СР Македоније                                                                      | Јездимир Богдански в.д. (1989) | Богдански је по положају председника Председништва СР Македоније био вршилац дужности члана Председништва СФРЈ до 26. јула 1989. |
| члан из СР Македоније                                                                      | Васил Тупурковски (од 1989)    | Тупурковски је за члана Председништва СФРЈ изабран 26. јула 1989. |
| члан из СР Словеније                                                                       | Јанез Дрновшек                 | |
| члан из СР Србија                                                                          | Борисав Јовић                  | |
| члан из СР Хрватске                                                                        | Стипе Шувар (до 1990)          | Шувара је 24. августа 1990. разрешио први вишепартијски састав Сабора Републике Хрватске |
| члан из СР Хрватске                                                                        | Фрањо Туђман в.д. (1991)       | Туђман је по положају председника Председништва Хрватске био вршилац дужности члана Председништва од 24. августа до 19. октобра 1991. |
| члан из СР Хрватске                                                                        | Стјепан Месић (од 1990)        | Месића је 24. августа 1990. изабрао први вишепартијски састав Сабора Републике Хрватске, али је његов избор Скупштина СФРЈ потврдила тек 19. октобра 1990.                                                                                                   |
| члан из СР Црне Горе                                                                       | Ненад Бућин (до 1991)          | Бућин је 16. марта 1991. поднео оставку на место члана Председништва |
| члан из СР Црне Горе                                                                       | Момир Булатовић в.д. (1991)    | Булатовић је по положају председника Председништва СР Црне Горе био вршилац дужности члана Председништва од 16. марта до 16. маја 1991. |
| члан из СР Црне Горе                                                                       | Бранко Костић (од 1991)        | Костић је 16. маја 1991. изабран за члана Председништва |
| члан из САП Војводине                                                                      | Драгутин Зеленовић (до 1991)   | Зеленовић је 11. фебруара 1991. изабран за председника Владе Србије |
| члан из САП Војводине                                                                      | Југослав Костић (од 1991)      | Костић је 14. фебруара по положају председника Председништва САП Војводине именован за в.д. члан Председништва. Скупштина АП Војводине изабрала га је 29. марта 1991. за члана Председништва, али је његов избор Скупштина СФРЈ потврдила тек 16. маја 1991. |
| члан из САП Косово                                                                         | Риза Сапунџију (до 1991)       | Сапунџију је 19. марта 1991. разрешен одлуком Народне скупштине Србије, која је 5. јула 1990. преузела дужности распуштене Скупштине САП Косово |
| члан из САП Косово                                                                         | Вукашин Јокановић в.д. (1991)  | Јокановић је 21. марта 1991. као потпредседник Народне скупштине Србије (последњи председник Скупштине САП Косова) именован за в. д. члана Председништва, а на функцији се налазио до 16. маја 1991.                                                         |
| члан из САП Косово                                                                         | Сејдо Бајрамовић (од 1991)     | Бајрамовића је 21. марта 1991. изабрала Народна скупштина Србије, али је његов избор Скупштина СФРЈ потврдила тек 16. маја 1991. |

      Изабрани члан
      Члан по положају

### Председништво 1991—1992.
| Чланови тзв. „Крњег Председништва СФРЈ“ од октобра 1991. до 15. јуна 1992. |                  |                                                                   |
| функција                                                                   | име и презиме    | напомена                                                          |
| члан из Републике Србије                                                   | Борисав Јовић    |                                                                   |
| члан из Републике Црне Горе                                                | Бранко Костић    | као потпредседник Председништва, вршио је дужност председавајућег |
| члан из АП Војводине                                                       | Југослав Костић  |                                                                   |
| члан из АП Косова и Метохије                                               | Сејдо Бајрамовић |                                                                   |

## Председници и потпредседници Председништва
| Председништво СФРЈ од 29. јула 1971. до 16. маја 1974. |                        |               |                   |                                 |                        |                 |                 |
| председник                                             | председник             | председник    | председник        | потпредседници                  | потпредседници         | потпредседници  | потпредседници  |
| име и презиме                                          | име и презиме          | п. мандата    | к. мандата        | потпредседник                   | република/покрајина    | п. мандата      | к. мандата      |
| Јосип Броз Тито                                        | Јосип Броз Тито        | 29. јул 1971. | 16. мај 1974.     | Крсте Црвенковски               | СР Македонија          | 29. јул 1971.   | 1. август 1972. |
| Јосип Броз Тито                                        | Јосип Броз Тито        | 29. јул 1971. | 16. мај 1974.     | Ратко Дугоњић                   | СР Босна и Херцеговина | 1. август 1972. | 1. август 1973. |
| Јосип Броз Тито                                        | Јосип Броз Тито        | 29. јул 1971. | 16. мај 1974.     | Митја Рибичич                   | СР Словенија           | 1. август 1973. | 16. мај 1974.   |
| Председништво СФРЈ од 16. маја 1974. до 15. маја 1979. |                        |               |                   |                                 |                        |                 |                 |
| председник                                             | председник             | председник    | председник        | потпредседници                  | потпредседници         | потпредседници  | потпредседници  |
| име и презиме                                          | име и презиме          | п. мандата    | к. мандата        | име и презиме                   | република/покрајина    | п. мандата      | к. мандата      |
| Јосип Броз Тито                                        | Јосип Броз Тито        | 16. мај 1974. | 15. мај 1979.     | Петар Стамболић                 | СР Србија              | 16. мај 1974.   | 16. мај 1975.   |
| Јосип Броз Тито                                        | Јосип Броз Тито        | 16. мај 1974. | 15. мај 1979.     | Владимир Бакарић                | СР Хрватска            | 16. мај 1975.   | 16. мај 1976.   |
| Јосип Броз Тито                                        | Јосип Броз Тито        | 16. мај 1974. | 15. мај 1979.     | Видоје Жарковић                 | СР Црна Гора           | 16. мај 1976.   | 16. мај 1977.   |
| Јосип Броз Тито                                        | Јосип Броз Тито        | 16. мај 1974. | 15. мај 1979.     | Стеван Дороњски                 | САП Војводина          | 16. мај 1977.   | 16. мај 1978.   |
| Јосип Броз Тито                                        | Јосип Броз Тито        | 16. мај 1974. | 15. мај 1979.     | Фадиљ Хоџа                      | САП Косово             | 16. мај 1978.   | 15. мај 1979.   |
| Председништво СФРЈ од 15. маја 1979. до 15. маја 1984. |                        |               |                   |                                 |                        |                 |                 |
| председници                                            | председници            | председници   | председници       | потпредседници                  | потпредседници         | потпредседници  | потпредседници  |
| председник                                             | република/покрајина    | п. мандата    | к. мандата        | потпредседник                   | република/покрајина    | п. мандата      | к. мандата      |
| Јосип Броз Тито                                        | Јосип Броз Тито        | 15. мај 1979. | 4. мај 1980.      | Лазар Колишевски                | СР Македонија          | 15. мај 1979.   | 4. мај 1980.    |
| Лазар Колишевски                                       | СР Македонија          | 4. мај 1980.  | 15. мај 1980.     | Цвијетин Мијатовић              | СР Босна и Херцеговина | 4. мај 1980.    | 15. мај 1980.   |
| Цвијетин Мијатовић                                     | СР Босна и Херцеговина | 15. мај 1980. | 16. мај 1981.     | Сергеј Крајгер                  | СР Словенија           | 15. мај 1980.   | 16. мај 1981.   |
| Сергеј Крајгер                                         | СР Словенија           | 16. мај 1981. | 16. мај 1982.     | Петар Стамболић                 | СР Србија              | 16. мај 1981.   | 16. мај 1982.   |
| Петар Стамболић                                        | СР Србија              | 16. мај 1982. | 16. мај 1983.     | Владимир Бакарић (до 16.1)      | СР Хрватска            | 16. мај 1982.   | 16. мај 1983.   |
| Петар Стамболић                                        | СР Србија              | 16. мај 1982. | 16. мај 1983.     | Маријан Цветковић в.д. (до 1.3) | СР Хрватска            | 16. мај 1982.   | 16. мај 1983.   |
| Петар Стамболић                                        | СР Србија              | 16. мај 1982. | 16. мај 1983.     | Мика Шпиљак (од 1.3)            | СР Хрватска            | 16. мај 1982.   | 16. мај 1983.   |
| Мика Шпиљак                                            | СР Хрватска            | 16. мај 1983. | 16. мај 1984.     | Видоје Жарковић                 | СР Црна Гора           | 16. мај 1983.   | 16. мај 1984.   |
| Председништво СФРЈ од 16. маја 1984. до 15. маја 1989. |                        |               |                   |                                 |                        |                 |                 |
| председници                                            | председници            | председници   | председници       | потпредседници                  | потпредседници         | потпредседници  | потпредседници  |
| председник                                             | република/покрајина    | п. мандата    | к. мандата        | потпредседник                   | република/покрајина    | п. мандата      | к. мандата      |
| Веселин Ђурановић                                      | СР Црна Гора           | 16. мај 1984. | 16. мај 1985.     | Радован Влајковић               | САП Војводина          | 16. мај 1984.   | 16. мај 1985.   |
| Радован Влајковић                                      | САП Војводина          | 16. мај 1985. | 16. мај 1986.     | Синан Хасани                    | САП Косово             | 16. мај 1985.   | 16. мај 1986.   |
| Синан Хасани                                           | САП Косово             | 16. мај 1986. | 16. мај 1987.     | Лазар Мојсов                    | СР Македонија          | 16. мај 1986.   | 16. мај 1987.   |
| Лазар Мојсов                                           | СР Македонија          | 16. мај 1987. | 16. мај 1988.     | Хамдија Поздерац (до 15.9)      | СР Босна и Херцеговина | 16. мај 1987.   | 16. мај 1988.   |
| Лазар Мојсов                                           | СР Македонија          | 16. мај 1987. | 16. мај 1988.     | Мато Андрић в.д. (до 31.12)     | СР Босна и Херцеговина | 16. мај 1987.   | 16. мај 1988.   |
| Лазар Мојсов                                           | СР Македонија          | 16. мај 1987. | 16. мај 1988.     | Раиф Диздаревић (од 31.12)      | СР Босна и Херцеговина | 16. мај 1987.   | 16. мај 1988.   |
| Раиф Диздаревић                                        | СР Босна и Херцеговина | 16. мај 1988. | 15. мај 1989.     | Стане Доланц                    | СР Словенија           | 16. мај 1988.   | 15. мај 1989.   |
| Председништво СФРЈ од 15. маја 1989. до 15. јуна 1992. |                        |               |                   |                                 |                        |                 |                 |
| председници                                            | председници            | председници   | председници       | потпредседници                  | потпредседници         | потпредседници  | потпредседници  |
| председник                                             | република/покрајина    | п. мандата    | к. мандата        | потпредседник                   | република/покрајина    | п. мандата      | к. мандата      |
| Јанез Дрновшек                                         | СР Словенија           | 16. мај 1989. | 15. мај 1990.     | Борисав Јовић                   | СР Србија              | 16. мај 1989.   | 15. мај 1990.   |
| Борисав Јовић                                          | СР Србија              | 15. мај 1990. | 15. мај 1991.     | Стипе Шувар (до 19.10)          | СР Хрватска            | 15. мај 1990.   | 15. мај 1991.   |
| Борисав Јовић                                          | СР Србија              | 15. мај 1990. | 15. мај 1991.     | Стјепан Месић (од 19.10)        | СР Хрватска            | 15. мај 1990.   | 15. мај 1991.   |
| Стјепан Месић                                          | Хрватска               | 30. јун 1991. | 6. децембар 1991. | Бранко Костић                   | Црна Гора              | 30. јун 1991.   | 15. јун 1992.   |

      Потпредседник/члан по положају